# Rieger Orgelbau
Rieger Orgelbau je avstrijsko podjetje za izdelavo orgel, ki sega v podjetje, ki ga je leta 1845 v Jägerndorfu (avstrijska Šlezija) ustanovil Franz Rieger. Odkar so bili lastniki leta 1946 izgnani iz Češkoslovaške, ima sedež v Schwarzachu v Predarlskem. V Krnovem, nekdanjem Jägerndorfu, je podjetje Rieger-Kloss do prenehanja delovanja leta 2015 tudi nadaljevalo z izdelavo orgel.

## Zgodovina

### Franz Rieger
Franz Rieger (1812–1885) se je izdelovanja orgel učil pri Ignazu Seyberthu na Dunaju. Od okoli leta 1841 je gradil orgle na območju Jägerndorfa. Leta 1844 je tam ustanovil lastno delavnico in leta 1845 za tamkajšnjo Burgbergkirche ustvaril svoj Opus 1 z 20 registri, dvema manualoma in pedalom. Izdelal je mehanske orgle z drsnimi skrinjami. Skupaj jih je bilo okoli 32 v avstrijski Šleziji, na Češkem in Moravskem.

### Otto in Gustav Rieger
Njegova sinova Otto Anton Rieger (* 3. marec 1847 Jägerndorf, † 12. december 1903 Jägerndorf) in Gustav Rieger (* 1. avgust 1848 Jägerndorf, † 20. junij 1920 Dunaj) sta se najprej učila od očeta, nato od Franza Ullmanna na Dunaju in Balthasarja Schlimbacha v Würzburgu. Leta 1873 sta prevzela delavnico kot Franz Rieger & Sons. Spet se je začelo štetje opusov. S svojimi prvimi orglami sta leta 1873 na svetovni razstavi na Dunaju prejela medaljo Progress. Sledila so naročila na Dunaju (1874), Madžarskem (1875) in Norveškem (1876). Leta 1878 sta na svetovni razstavi v Parizu za dvoje salonskih orgel prejela zlato medaljo.
Leta 1879 sta zgradila novo večjo tovarno in jo poimenovala Gebrüder Rieger. Brata sta od leta 1898 prešla na mehanske stožčaste skrinje, razvila razširitve in izdelala pnevmatske stožčaste skrinje. Orgle so gradili vse do Gibraltarja, Carigrada, Jeruzalema in Rima. Leta 1890 je bila odprta podružnica v Budimpešti, v kateri so zgradili in predelali okoli 600 novih orgel.
Otto in Gustav Rieger sta postala k.u.k. dvorna oskrbovalca in leta 1899 postala tudi viteza reda Franca Jožefa, Otto Rieger tudi vitez reda svetega Gregorja. Na prelomu stoletja je v podjetju delalo okoli 200 zaposlenih, obstajalo je delavsko naselje in lastna zdravstvena zavarovalnica.
V tem obdobju je podjetje začelo razvijati program 25 malih orgel, med dvema in dvanajstimi glasovi, od osmih glasov tudi na dveh manualih, kot alternativo cenejšemu harmoniju. Do leta 1903 je bilo na novo zgrajenih ali predelanih 1306 orgel (številka opusa).

### Otto Rieger
Otto Rieger (rojen 22. maja 1880 v Jägerndorfu, † 28. marca 1920 tam) je bil sin Otta Antona Riegerja. Učil se je od svojega očeta in prevzel podjetje leta 1903 po njegovi smrti. Gustav Rieger se je upokojil. Pod Ottom Riegerjem II. se je podjetje razvilo v največje podjetje za izdelavo orgel v Avstriji. Po Quoiki so med letoma 1904 in 1913 letno zgradili približno 100 orgel.
Po drugi svetovni vojni se je matično podjetje leta 1848 preoblikovalo v češko državno podjetje. Tudi obrat v Budimpešti je bil razlaščen in nacionaliziran.

### Josef von Glatter-Götz
Josef von Glatter-Götz (* 17. november 1880 na Dunaju, † 23. februar 1948 v Schwarzachu), šolski prijatelj Otta Riegerja, je leta 1920 prevzel vodstvo in leta 1924 kupil podjetje, potem ko je opravil mojstrski izpit za gradnjo orgel. Leta 1925 je bilo mogoče proizvodnjo v celoti obnoviti s 100 zaposlenimi.
V letih 1938/1939 je družina Rieger ustvarila 66 % celotnega nemškega izvoza. V teh letih je prišlo do gibanja v umetnosti gradnje orgel, s tem povezana raznolikost pa se je odrazila tudi v hiši Rieger. Leta 1939 je bilo 340 zaposlenih. Orgle so bile v velikih količinah dostavljene v baltske države, Skandinavijo, Južno Ameriko, Južno Afriko, Kitajsko in Izrael.
Leta 1936 sta se kot partnerja pridružil podjetju sinova Josefa von Glatter-Götza Egon (* 24. junij 1911 na Dunaju, † 8. september 1940) in Josef mlajši (* 15. december 1914 na Dunaju, † 1. maj 1989 v Schwarzachu). Medtem ko se je Josef von Glatter-Götz ukvarjal predvsem s tehnologijo, se je njegov brat osredotočal na tonsko in umetniško oblikovanje inštrumentov. Egon von Glatter-Götz je umrl kot vojak v drugi svetovni vojni.
V vojnih letih 1943 do 1945 je bila gradnja orgel prepovedana, v podjetju so morali graditi zaboje za strelivo.

### Schwarzach
Leta 1945, ko so bili Nemci izgnani iz Češkoslovaške, je podjetje zapustilo Jägerndorf in se preselilo v Schwarzach v predarlskem. Prostori podjetja v Jägerndorfu so bili v okviru Beneševih dekretov nacionalizirani in tam je bilo leta 1950 ustanovljeno češkoslovaško podjetje Rieger-Kloss.
Tik pred drugo svetovno vojno je podjetje za izdelavo orgel Anton Behmann iz Schwarzacha ponudilo Riegerju sodelovanje. Zato je Josef Glatter-Götz leta 1946 najel delavnice v Schwarzachu in tam ponovno ustanovil podjetje. V najtežjih razmerah so ljudje ohranili glavo nad vodo z izdelavo ročnih stav in oken ter delovanjem savne.
Leta 1950 mu je uspel skok čez Atlantik, kjer je bil pozitiv s šestimi registri razstavljen na svetovni razstavi v Chicagu in nato prodan. Preboj se je zgodil v povojnih letih z razvojem niza majhnih orgel. K uspehu so prispevale tudi znatne tehnične izboljšave drsnih prsnih organov, ki jih je predstavil Josef Glatter-Götz.
Sredi leta 1969 se je najstarejši sin Josefa von Glatter-Götza jun. Caspar Glatter-Götz (rojen 1. marca 1945 v Boltenhagnu) pridružil podjetju kot vodja obrata. Pod njegovim vodstvom je bila leta 1972 zgrajena nova tovarniška stavba, kjer so bile izvedene bistvene izboljšave kakovosti, predvsem mehanskega delovanja. Najmlajši sin Christoph Glatter-Götz (rojen 9. decembra 1951 v Dornbirnu) se je podjetju pridružil leta 1977 in od svojega očeta Josefa Glatter-Götza prevzel prodajo orgel. Tudi leta 1977 se je podjetju pridružil srednji sin Raimund Glatter-Götz (1. januar 1948 – 16. marec 2013)  in se posvetil oblikovanju orgel. Njegova umetniška dejavnost je oblikovala slog podjetja vse do njegove smrti. Leta 1980 se je Josef Glatter-Götz upokojil in podjetje predal sinovoma. Preoblikovanje v GmbH & Co. KG je potekalo leta 1984. Leta 1993 je Caspar Glatter-Götz zapustil podjetje in ustanovil svoje podjetje v Owingenu, Baden-Württemberg. Wendelin Eberle (rojen 8. julija 1963) je prevzel njegovo mesto vodje operacij. Potem ko je Christoph Glatter-Götz leta 2003 zaradi zdravstvenih razlogov zapustil podjetje, je njegovo mesto prevzel Wendelin Eberle in kmalu zatem celotno podjetje. Danes Rieger med drugim vodi projekt, v katerem se invalidi usposabljajo na področju proizvodnje tipkovnic in mehanskih delov.
Sprva je Rieger izdeloval tipične nemško-romantične orgle, vendar se je ohranilo le malo izvirnih postav, tako da je malo mogoče reči o Riegerjevem zgodnjem slogu. Veliko jih je bilo kasneje spremenjenih in zato niso originalne. Na začetku 19. stoletja se je Rieger preživljal s sorazmerno malo 8' registri in je v nasprotju z nemško-romantičnimi orglami. Po vojni je novo podjetje v Schwarzachu delovalo v najtežjih finančnih razmerah. Zato si ni moglo privoščiti razvoja lastnega sloga, zato se je preselilo k nemškim podjetjem in izdelalo neobaročna glasbila v velikem obsegu. Toda že leta 1965, prej kot pri kateri koli drugi družbi, so se v Schwellwerksih pojavili prvi tipično romantični beati, ki so se sčasoma kopičili, vendar je število 8′ registrov v drugih delih ostalo majhno. Ko se je zanimanje za francoske orgle v 1970-ih povečalo, je Rieger takoj stopil na novo pot in namesto običajnih pozavnih zgradil več 8' registrov in močne francoske bombarde v pedalu (tudi na manjših orglah). Uporaba 8' registrov je še danes sorazmerno majhna, več kot štiri običajno najdemo samo v Schwellwerku. Slog se je spet spremenil, ko je vodenje prevzel Eberle, bombarde, ki jih je pogosto izdelal Christoph Glatter-Götz, so postale redkejše. Riegerjeve orgle jezuitske cerkve sv. Mihaela v Münchnu, slovesno odprte oktobra 2011 (reorganizacija Sandtnerjevih orgel iz leta 1983) s 4 manuali in 75 registri, pa ponovno kažejo močan poudarek na 8' registru, tudi v novozgrajeni Schwellwerk bolj nemško-romantični izraz.
Leta 1988 je podjetje dobilo pravico do uporabe državnega grba v gospodarskem prometu.
Od leta 2017 do 2020 je podjetje obnovilo orgle stolnice sv. Štefana na Dunaju, največje orgle v Avstriji, pri čemer je ohranilo ohišje in približno 50 % stopal prejšnjih orgel, ki jih je izdelal Kauffmann leta 1960, in jih povezalo z orglami, ki jih je zgradil Rieger leta 1991. 

## Izbor del
Seznam orgel Rieger vključuje obsežen izbor novih orgel.
Poševni tisk pomeni, da orgle niso več ohranjene ali pa je ohranjen samo prospekt. V šestem stolpcu rimska številka označuje število manualov, velika črka "P" neodvisen pedal. Arabska številka označuje število zvenečih registrov. Zadnji stolpec vsebuje podatke o stanju ohranjenosti in posebnosti ter povezave z dodatnimi informacijami.
| Leto | Kraj                                          | lokacija                        | Slika     | Manual | Register | Opomba |
| ---- | --------------------------------------------- | ------------------------------- | --------- | ------ | -------- | --- |
| 1886 | Olmmuc                                        | Stolnica sv. Vaclava            | zentriert | III/P  | 50       | |
| 1909 | Budimpešta                                    | Matijeva cerkev, Budim          | zentriert | V/P    | 86       | |
| 1913 | Dunaj                                         | Wiener Konzerthaus              |           | V/P    | 116      | |
| 1927 | Nikiszowiec/Nickischschacht (zgornja Šlezija) | Sv. Anna                        | zentriert | III/P  | 75       | |
| 1989 | Hongkong                                      | Kulturni center Hong Kong       |           | IV/P   | 93       | - |
| 1996 | Fulda                                         | Stolnica v Fuldi                | zentriert | IV/P   | 72       | |
| 2004 | Essen                                         | Essenski Münster                | zentriert | IV/P   | 69       | Glavne in pomočne orgle) |
| 2009 | Regensburg                                    | Regensburška stolnica           |           | IV/P   | 80       | Glavne orgle stolnice, viseče na štirih jeklenicah pred severno steno severnega transepta, so s težo cca 37 t največje viseče orgle na svetu |
| 2015 | Łódź                                          | Filharmonia Łódzka              |           | IV/P   | 66       | |
| 2015 | Pariz                                         | Pariška filharmonija            |           | IV/P   | 91       | |
| 2017 | Kassel                                        | cerkev sv. Marina               |           | IV/P   | 77       | in eksperimentalne orgle (II/8); četrti manual delno s četrttonsko delitvijo                                                                 |
| 2017 | Gulangyu                                      | Orgelmuseum Gulangyu            |           | IV/P   | 132      | |
| 2022 | Mainz                                         | Stolnica svetega Martina, Mainz | zentriert | IV/P   | 93       | Nove orgle vzhodnega kora |